# Ziewanie

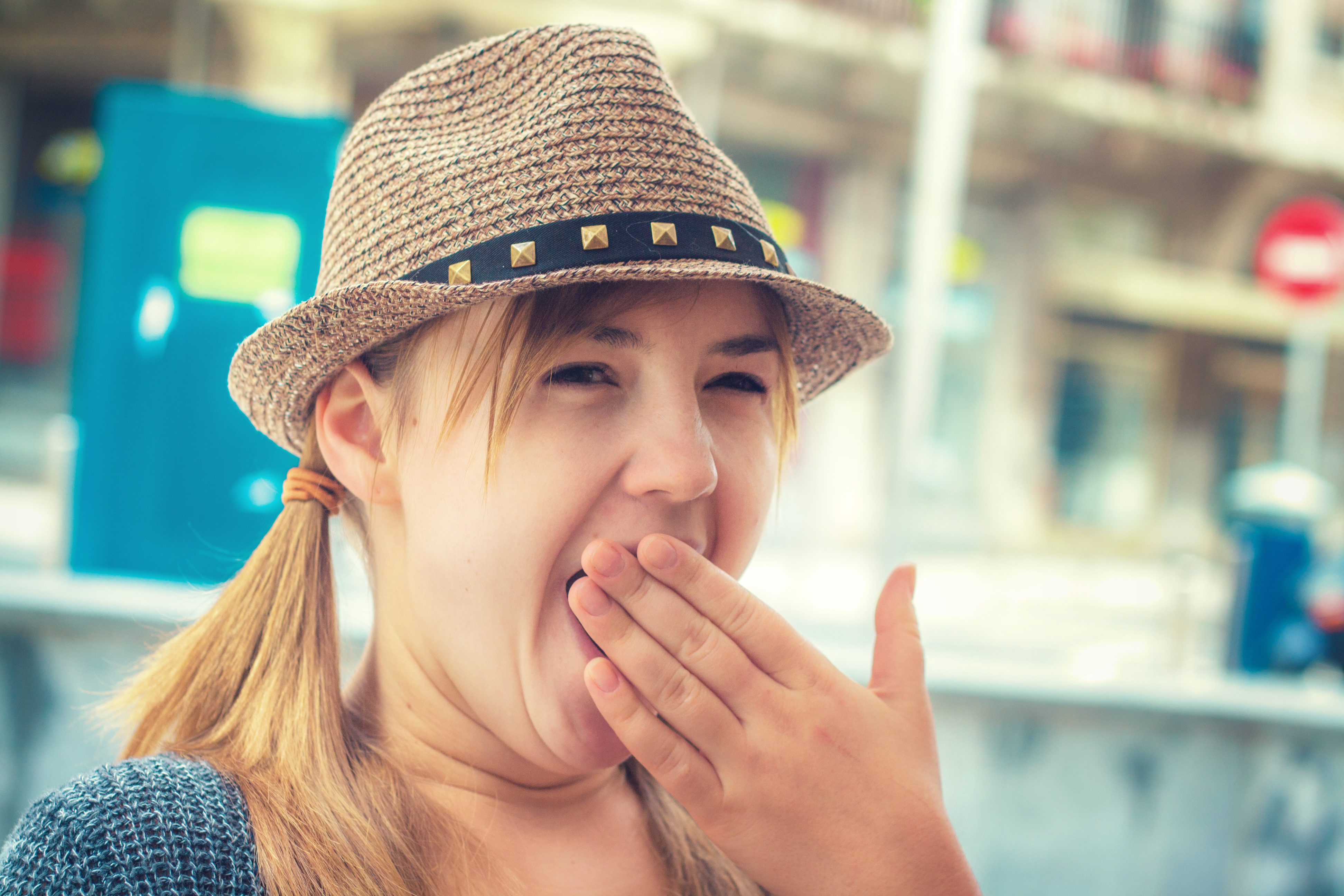
Ziewająca dziewczyna zakrywająca dłonią usta (w kulturze europejskiej zasady savoir vivre każą ziewnąć w sposób jak najmniej zwracający uwagę otoczenia)

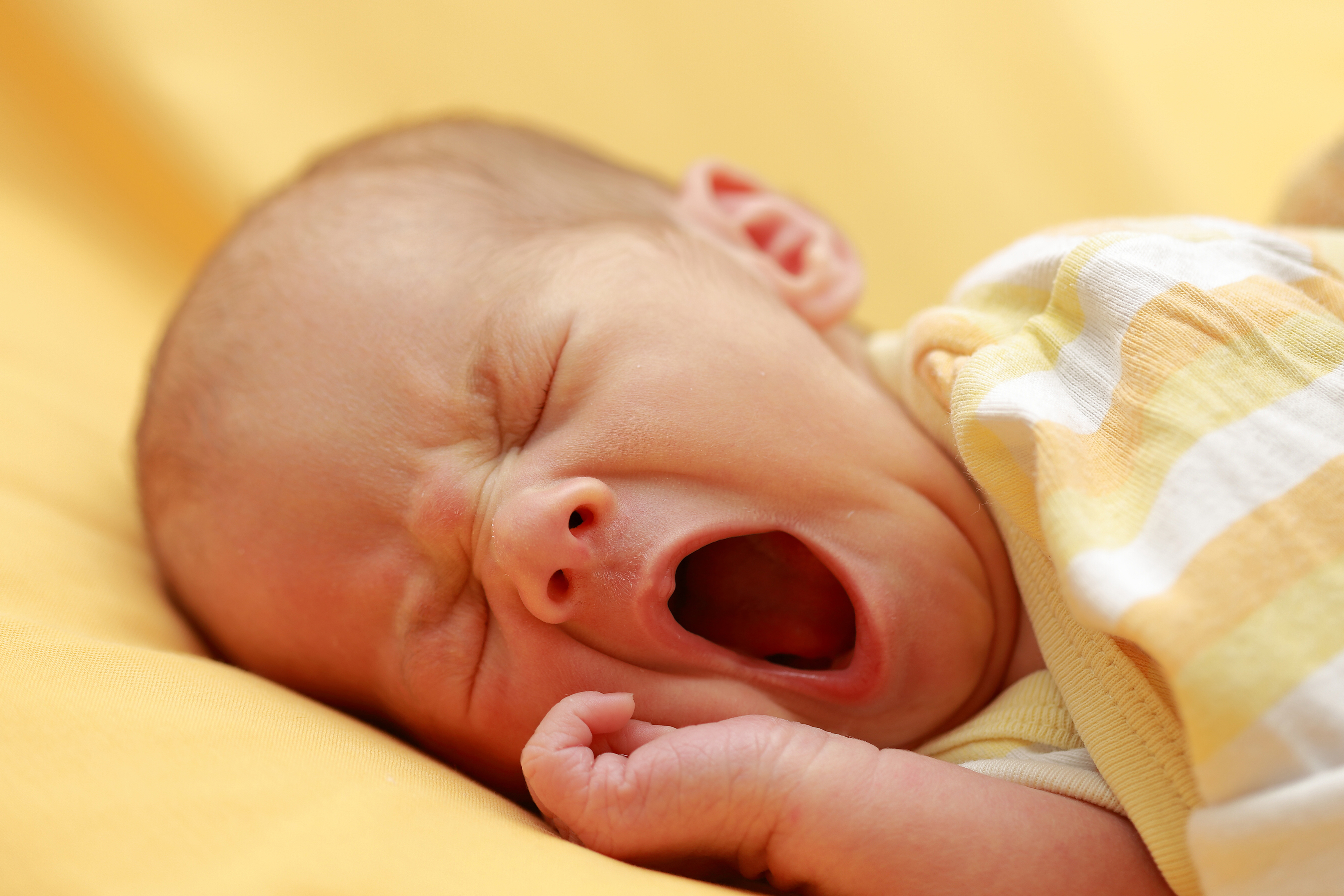
Ziewający noworodek

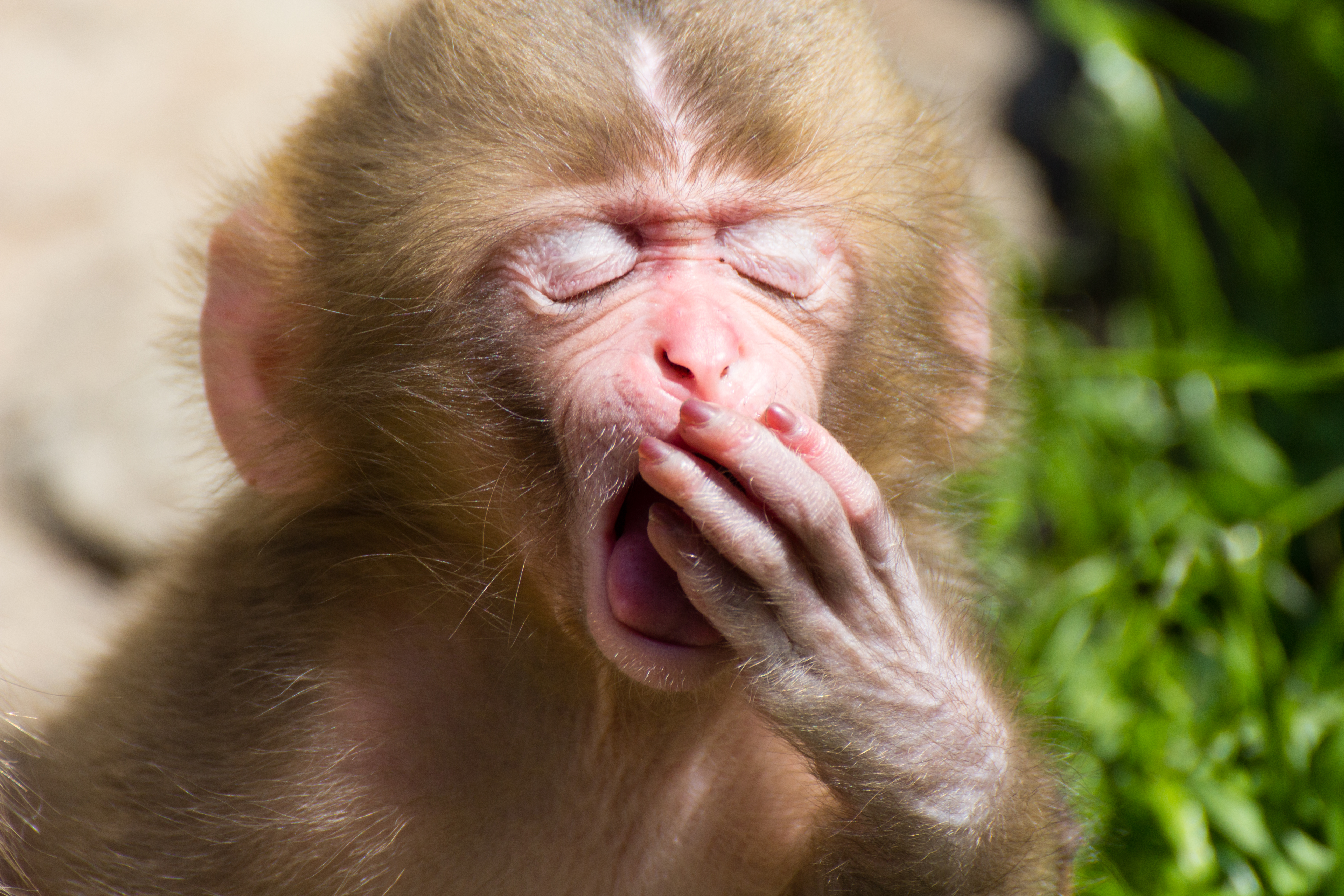
Ziewający młody makak japoński

Ziewanie – odruch polegający na wykonaniu głębokiego wdechu i wydechu związany ze zmęczeniem, brakiem pobudzenia lub potrzebą snu; występuje także podczas niedotlenienia oraz przy wybudzaniu się.
Ludzkie ziewanie jest silnym przekazem niewerbalnym, może posiadać różne znaczenia w zależności od sytuacji, w jakiej wystąpi. Przyczyny ziewania nie zostały dokładnie poznane. Jedna z teorii głosi, że ziewanie poprawia przepływ krwi i chłodzi mózg.

## „Zaraźliwość”
Odruch ziewania jest często opisywany jako zaraźliwy: osoba ziewająca może wywołać podobny odruch u drugiej. Jak jednak pokazały badania, nie dają się zarazić ziewaniem osoby, którym zostanie przyłożony do głowy zimny kompres (co wspiera teorię o chłodzeniu mózgu).
Bezpośrednia przyczyna zaraźliwego ziewania może leżeć w neuronach lustrzanych, na przykład płata czołowego niektórych kręgowców, u których pod wpływem ekspozycji na bodziec od innych osobników tego samego gatunku (rzadko innych), dojdzie do aktywacji podobnych obszarów w mózgu. Zaproponowano teorię, że neurony lustrzane są czynnikiem napędzającym naśladownictwo, które leży u podstaw uczenia się u człowieka, na przykład przyswajania języka. Zaraźliwe ziewanie stanowi być może odgałęzienie tego samego popędu naśladowniczego.

## Inne informacje
- W czasie ziewania dochodzi do wymiany gazowej we wszystkich pęcherzykach płucnych[4].